# Мисюткин, Виктор Сергеевич
Виктор Сергеевич Мисюткин (родился 19 января 1989) — российский спортсмен, чемпион Универсиады 2013 года по академической гребле.

## Биография
Участник чемпионата мира 2013 года, где стал девятым в гонке восьмёрок.
Участник трёх чемпионатов Европы. В гонке восьмёрок был 4-м в 2011 году и 5-м - в 2012 году. В 2013 году был 11-м в гонке четвёрок без рулевого.
Чемпион Универсиады в Казани.
За выдающиеся спортивные результаты на Универсиаде - 2013 награждён почетной грамотой президента Российской Федерации.